# 奧萊尼夫卡 (波迪利斯克區)
47°57′13″N 29°30′6″E / 47.95361°N 29.50167°E
奧萊尼夫卡（烏克蘭語：Оленівка）是位於烏克蘭西南部的村莊，由敖德萨州波迪利斯克区的巴爾塔市鎮負責管轄。該村處於科德馬河畔，始建於1759年，面積2.66平方公里，海拔高度139米，2001年人口679。